# النحلة (مجلة)
النحلة هي مجلة سياسية أسبوعية صدرت بين عامي 1870 و1880 مع انقطاع لمدة عام واحد. نُشرت لأول مرة في بيروت ثم في لندن. وكانت المجلة من أوائل الأمثلة على الصحافة الخاصة في لبنان. وكانت أيضًا واحدة من أقدم المطبوعات العربية في لندن.

## التاريخ والتعريف
أطلق لويس صابونجي مجلة النحلة أسبوعياً في بيروت عام 1870 عندما كان يعمل قساً كاثوليكياً في المدينة. ظهر العدد الأول في 11 مايو 1870. وأعلنت صفحة الغلاف أن المجلة تحتوي على مقالات في العلوم والصناعة والتاريخ واللغة والشؤون المحلية والخارجية والفكاهة والروايات. ومن بينها قام صابونجي بتحرير الأقسام العلمية والتاريخية والفكاهة. استخدمت النحلة الرسوم التوضيحية، بما في ذلك تلك التي رسمها محررها لويس صابونجي. وحظيت المجلة بدعم مالي من مختلف الرعاة، ومن بينهم الخديوي إسماعيل وسلطان زنجبار. اندلعت صراعات بين مجلة النحلة ومجلة أخرى من بيروت الجنان ورئيس تحريرها بطرس البستاني في أوائل عام 1871 عندما هاجم صابونجي البستاني. وبسبب هذه الصراعات ومحتواها المناهض للحميديين، تعرضت النحلة للحظر من قبل والي الشام العثماني. وفي الواقع، كان هذا الحظر أول رقابة من قبل السلطات العثمانية في المنطقة. اعتبارًا من أغسطس 1871، تم نشر المجلة من قبل جوزيف شلفون، الشريك التجاري لصابونجي. في عام 1876، اضطر صابونجي إلى مغادرة بيروت نتيجة لتزايد آرائه المناهضة للعثمانيين المنشورة في جريدة النحلة واستقر في لندن. وفي العام التالي بدأ بنشر النحلة في لندن كمطبوعة ثنائية اللغة تغطي المحتوى العربي والإنجليزي. كان لجورج بيرسي بادجر دور فعال في إعادة تشغيل المجلة. وواصلت هجماتها على السلطان العثماني من لندن واصفة إياه بأنه "مغتصب لقب . . . الخليفة. ومع ذلك، كان للنحلة في لندن هدف آخر: دعم أولئك الذين كانوا يخططون لفتح أسواق شرق أفريقيا للتجارة الأوروبية. صدرت المجلة بانتظام في لندن حتى 1 مايو 1880.